# Statistiques et records de la Coupe du monde de football
 (juin 2025).
Si vous disposez d'ouvrages ou d'articles de référence ou si vous connaissez des sites web de qualité traitant du thème abordé ici, merci de compléter l'article en donnant les références utiles à sa vérifiabilité et en les liant à la section « Notes et références ».
Cette page regroupe différents records et statistiques de la Coupe du monde de football, depuis la création de l'épreuve en 1930,.

## Statistiques d'équipe

### Apparitions
En comptant comme la FIFA, après la Coupe du monde 2018, 79 équipes se sont déjà qualifiées pour la phase finale de la Coupe du monde et parmi elles, 21 n'ont qu'une seule participation.
Sur les 22 premières éditions de la Coupe du monde, entre 1930 et 2022, le Brésil en a remporté 5, l'Italie et l'Allemagne 4, l'Argentine 3, l'Uruguay et la France 2, l'Angleterre et l'Espagne 1. Les sélections de la zone UEFA en comptent donc 12, contre 10 pour celles de la zone CONMEBOL.
Le Brésil est la seule équipe à avoir participé à toutes les phases finales. L’Allemagne s'est elle toujours qualifiée pour les phases finales (elle manque uniquement les éditions de 1930 et 1950 car non inscrite).
Six fois, un champion du monde sortant a été éliminé dès le premier tour : l'Italie en 1950, le Brésil en 1966, la France en 2002, l'Italie en 2010, l'Espagne en 2014 et l'Allemagne en 2018.
Deux pays ont joué trois finales consécutives. Brésil : 1994, 1998 et 2002 et Allemagne : 1982, 1986 et 1990 
Seuls deux pays ont gagné deux Coupes du monde consécutives. Italie : 1934 et 1938 et Brésil : 1958 et 1962.
| Nombre | Équipe       | Première | Dernière | Meilleure performance      |
| ------ | ------------ | -------- | -------- | -------------------------- |
| 23     | Brésil       | 1930     | 2026     | Champion cinq fois         |
| 20     | Allemagne    | 1934     | 2022     | Championne quatre fois     |
| 19     | Argentine    | 1930     | 2026     | Championne trois fois      |
| 18     | Italie       | 1934     | 2014     | Championne quatre fois     |
| 17     | Mexique      | 1930     | 2022     | Quart de finale deux fois  |
| 16     | France       | 1930     | 2022     | Championne deux fois       |
| 16     | Espagne      | 1934     | 2022     | Championne                 |
| 16     | Angleterre   | 1950     | 2022     | Championne                 |
| 14     | Uruguay      | 1930     | 2022     | Champion deux fois         |
| 14     | Belgique     | 1930     | 2022     | Troisième                  |
| 12     | Suède        | 1934     | 2018     | Finaliste                  |
| 12     | Suisse       | 1934     | 2022     | Quart de finale trois fois |
| 12     | États-Unis   | 1930     | 2026     | Demi-finale une fois       |
| 11     | Russie       | 1958     | 2018     | Demi-finale une fois       |
| 11     | Pays-Bas     | 1934     | 2022     | Finaliste trois fois       |
| 11     | Corée du Sud | 1954     | 2026     | Demi-finale une fois       |

### Records
| Record                                 | Nombre | Équipe                       | Note                                                                           |
| -------------------------------------- | ------ | ---------------------------- | ------------------------------------------------------------------------------ |
| Participations                         | 23     | Brésil                       | Le Brésil est la seule équipe à avoir participé à toutes les éditions.         |
| Titres                                 | 5      | Brésil                       | 1958, 1962, 1970, 1994 et 2002                                                 |
| Titres consécutifs                     | 2      | Italie                       | 1934 et 1938                                                                   |
| Titres consécutifs                     | 2      | Brésil                       | 1958 et 1962                                                                   |
| Finales                                | 8      | Allemagne                    | 1954, 1966, 1974, 1982, 1986, 1990, 2002 et 2014                               |
| Finales consécutives                   | 3      | Allemagne de l'Ouest         | 1982, 1986 et 1990                                                             |
| Finales consécutives                   | 3      | Brésil                       | 1994, 1998 et 2002                                                             |
| Finales perdues                        | 4      | Allemagne                    | 1966, 1982, 1986 et 2002                                                       |
| Finales perdues pour un pays non titré | 3      | Pays-Bas                     | 1974, 1978 et 2010                                                             |
| Finales consécutives perdues           | 2      | Pays-Bas                     | 1974 et 1978                                                                   |
| Finales consécutives perdues           | 2      | Allemagne de l'Ouest         | 1982 et 1986                                                                   |
| Demi-finales                           | 13     | Allemagne                    | 1934, 1954, 1958, 1966, 1970, 1974, 1982, 1986, 1990, 2002, 2006, 2010 et 2014 |
| Demi-finales consécutives              | 4      | Allemagne                    | 2002, 2006, 2010 et 2014                                                       |
| Matches joués                          | 114    | Brésil                       | En 22 participations                                                           |
| Matches gagnés                         | 76     | Brésil                       | En 22 participations                                                           |
| Pourcentage de victoires               | 66,7 % | Brésil                       | 76 victoires en 114 matchs                                                     |
| Matchs consécutifs gagnés              | 11     | Brésil                       | De 2002 (2-1 contre la Turquie) à 2006 (3-0 contre le Ghana).                  |
| Matchs consécutifs sans défaite        | 13     | Brésil                       | Entre 1954 (2-4 contre la Hongrie) et 1966 (1-3 contre la Hongrie).            |
| Plus grande série de défaites          | 9      | Mexique                      | Entre 1930 et 1958.                                                            |
| Matchs consécutifs sans victoire       | 17     | Bulgarie                     | Entre 1962 et 1994.                                                            |
| Matchs nuls consécutifs                | 5      | Belgique                     | Entre 1998 et 2002.                                                            |
| Défaites                               | 28     | Mexique                      | En 17 participations                                                           |
| Buts marqués                           | 237    | Brésil                       | En 22 participations                                                           |
| Buts encaissés                         | 130    | Allemagne                    | En 20 participations                                                           |
| Buts par match                         | 2,72   | Hongrie                      | 87 buts en 32 matches                                                          |
| Rencontre la plus jouée                | 7 fois | Brésil contre Suède          | 1938, 1950, 1958, 1978, 1990 et deux fois en 1994.                             |
| Rencontre la plus jouée                | 7 fois | Allemagne contre Argentine   | 1958, 1966, 1986, 1990, 2006, 2010 et 2014.                                    |
| Rencontre la plus jouée                | 6 fois | Allemagne contre Yougoslavie | 1954, 1958, 1962, 1974, 1990 et 1998.                                          |
| Rencontre la plus jouée                | 6 fois | Argentine contre Pays-Bas    | 1974, 1978, 1998, 2006, 2014 et 2022.                                          |
| Finale la plus jouée                   | 3 fois | Allemagne contre Argentine   | 1986, 1990, 2014.                                                              |

### Sur une seule édition
| Record                                    | Nombre | Équipe               | Année |
| ----------------------------------------- | ------ | -------------------- | ----- |
| Plus grand nombre de matches gagnés       | 7      | Brésil               | 2002  |
| Plus de buts marqués                      | 27     | Hongrie              | 1954  |
| Moins de buts encaissés                   | 0      | Suisse               | 2006  |
| Plus de buts encaissés                    | 16     | Corée du Sud         | 1954  |
| Meilleure différence de but               | +17    | Hongrie              | 1954  |
| Moins bonne différence de but             | -16    | Corée du Sud         | 1954  |
| Plus de buts marqués pour le vainqueur    | 25     | Allemagne de l’Ouest | 1954  |
| Moins de buts marqués pour le vainqueur   | 8      | Espagne              | 2010  |
| Moins de buts encaissés pour le vainqueur | 2      | France               | 1998  |
| Moins de buts encaissés pour le vainqueur | 2      | Italie               | 2006  |
| Moins de buts encaissés pour le vainqueur | 2      | Espagne              | 2010  |
| Plus de buts encaissés pour le vainqueur  | 14     | Allemagne de l’Ouest | 1954  |

### Par pays organisateur
Six sélections ont remporté l'édition que leur pays organisait : l'Uruguay (1930), l'Italie (1934), l'Angleterre (1966), l'Allemagne (1974), l'Argentine (1978) et la France (1998).
| Rang | Performance        | Équipe                      | J | G | N | P | %G   | Bp | Bc | Diff | Diff/J | Bp/J |
| ---- | ------------------ | --------------------------- | - | - | - | - | ---- | -- | -- | ---- | ------ | ---- |
| 1    | Champion           | Uruguay (1930)              | 4 | 4 | 0 | 0 | 100  | 15 | 3  | 12   | 3      | 3,8  |
| 2    | Champion           | France (1998)               | 7 | 6 | 1 | 0 | 85,7 | 15 | 2  | 13   | 1,9    | 2,1  |
| 3    | Champion           | Allemagne de l’Ouest (1974) | 7 | 6 | 0 | 1 | 85,7 | 13 | 4  | 9    | 1,3    | 1,9  |
| 4    | Champion           | Angleterre (1966)           | 6 | 5 | 1 | 0 | 83,3 | 11 | 3  | 8    | 1,3    | 1,8  |
| 5    | Champion           | Italie (1934)               | 5 | 4 | 1 | 0 | 80   | 12 | 3  | 9    | 1,8    | 2,4  |
| 6    | Champion           | Argentine (1978)            | 7 | 5 | 1 | 1 | 71,4 | 15 | 4  | 9    | 1,3    | 2,1  |
| 7    | Finaliste          | Brésil (1950)               | 6 | 4 | 1 | 1 | 66,7 | 22 | 6  | 16   | 2,7    | 3,7  |
| 8    | Finaliste          | Suède (1958)                | 6 | 4 | 1 | 1 | 66,7 | 12 | 7  | 5    | 0,8    | 2    |
| 9    | Troisième          | Italie (1990)               | 7 | 6 | 1 | 0 | 85,7 | 10 | 2  | 8    | 1,1    | 1,4  |
| 10   | Troisième          | Allemagne (2006)            | 7 | 5 | 1 | 1 | 71,4 | 14 | 6  | 8    | 1,1    | 2    |
| 11   | Troisième          | Chili (1962)                | 6 | 4 | 0 | 2 | 66,7 | 10 | 8  | 2    | 0,33   | 1,3  |
| 12   | Quatrième          | Corée du Sud (2002)         | 7 | 3 | 2 | 2 | 42,9 | 8  | 6  | 2    | 0,3    | 1,1  |
| 13   | Quatrième          | Brésil (2014)               | 7 | 3 | 2 | 2 | 42,9 | 11 | 14 | -3   | -0,4   | 1,6  |
| 14   | Quart de finale    | Mexique (1986)              | 5 | 3 | 2 | 0 | 60   | 6  | 2  | 4    | 0,8    | 1,2  |
| 15   | Quart de finale    | Mexique (1970)              | 4 | 2 | 1 | 1 | 50   | 6  | 4  | 2    | 0,8    | 1,5  |
| 16   | Quart de finale    | Suisse (1954)               | 4 | 2 | 0 | 2 | 50   | 11 | 11 | 0    | 0      | 2,8  |
| 17   | Quart de finale    | France (1938)               | 2 | 1 | 0 | 1 | 50   | 4  | 4  | 0    | 0      | 2    |
| 18   | Quart de finale    | Russie (2018)               | 5 | 2 | 2 | 1 | 40   | 11 | 7  | 4    | 0,8    | 2,2  |
| 19   | Second tour        | Espagne (1982)              | 5 | 1 | 2 | 2 | 20   | 4  | 5  | -1   | -0,2   | 0,8  |
| 20   | Huitième de finale | Japon (2002)                | 4 | 2 | 1 | 1 | 50   | 5  | 3  | 2    | 0,5    | 1,3  |
| 21   | Huitième de finale | États-Unis (1994)           | 4 | 1 | 1 | 2 | 25   | 3  | 4  | -1   | -0,3   | 0,8  |
| 22   | Premier tour       | Afrique du Sud (2010)       | 3 | 1 | 1 | 1 | 33,3 | 3  | 5  | -2   | -0,7   | 1    |
| 23   | Premier tour       | Qatar (2022)                | 3 | 0 | 0 | 3 | 0    | 1  | 7  | -6   | -2     | 0,3  |
| 24   | Premier tour       | Canada (2026)               | 0 | 0 | 0 | 0 | 0    | 0  | 0  | 0    | 0      | 0    |
| 25   | Premier tour       | États-Unis (2026)           | 0 | 0 | 0 | 0 | 0    | 0  | 0  | 0    | 0      | 0    |
| 26   | Premier tour       | Mexique (2026)              | 0 | 0 | 0 | 0 | 0    | 0  | 0  | 0    | 0      | 0    |

### Par tenant du titre
Deux sélections sont parvenues à garder leur titre : l’Italie en 1938 et le Brésil en 1962.
| Rang | Performance        | Équipe                      | J | G | N | P | %G   | Bp | Bc | Diff | Diff/J | Bp/J |
| ---- | ------------------ | --------------------------- | - | - | - | - | ---- | -- | -- | ---- | ------ | ---- |
| 1    | Champion           | Italie (1938)               | 4 | 4 | 0 | 0 | 100  | 11 | 5  | 6    | 1,5    | 2,75 |
| 2    | Champion           | Brésil (1962)               | 6 | 5 | 1 | 0 | 83,3 | 14 | 5  | 9    | 1,5    | 2,3  |
| 3    | Finaliste          | France (2022)               | 7 | 5 | 1 | 1 | 71,4 | 16 | 8  | 8    | 1,1    | 2,3  |
| 4    | Finaliste          | Brésil (1998)               | 7 | 4 | 1 | 2 | 57,1 | 14 | 10 | 4    | 0,6    | 2    |
| 5    | Finaliste          | Argentine (1990)            | 7 | 2 | 3 | 2 | 28,6 | 5  | 4  | 1    | 0,1    | 0,7  |
| 6    | Quatrième          | Uruguay (1954)              | 5 | 3 | 0 | 2 | 60   | 16 | 9  | 7    | 1,4    | 3,2  |
| 7    | Quatrième          | Brésil (1974)               | 7 | 3 | 2 | 2 | 42,9 | 6  | 4  | 2    | 0,3    | 0,9  |
| 8    | Quatrième          | Allemagne de l’Ouest (1958) | 6 | 2 | 2 | 2 | 33,3 | 12 | 14 | -2   | -0,3   | 2    |
| 9    | Quart de finale    | Brésil (2006)               | 5 | 4 | 0 | 1 | 80   | 10 | 2  | 8    | 1,6    | 2    |
| 10   | Quart de finale    | Allemagne (1994)            | 5 | 3 | 1 | 1 | 60   | 9  | 7  | 2    | 0,4    | 1,8  |
| 11   | Quart de finale    | Angleterre (1970)           | 4 | 2 | 0 | 2 | 50   | 4  | 4  | 0    | 0      | 1    |
| 12   | Second tour        | Argentine (1982)            | 5 | 2 | 0 | 3 | 40   | 8  | 7  | 1    | 0,2    | 1,6  |
| 13   | Second tour        | Allemagne de l’Ouest (1978) | 6 | 1 | 4 | 1 | 16,7 | 10 | 5  | 5    | 0,8    | 1,7  |
| 14   | Huitième de finale | Italie (1986)               | 4 | 1 | 2 | 1 | 25   | 5  | 6  | -1   | -0,25  | 1,25 |
| 15   | Premier tour       | Italie (1950)               | 2 | 1 | 0 | 1 | 50   | 4  | 3  | 1    | 0,5    | 2    |
| 16   | Premier tour       | Brésil (1966)               | 3 | 1 | 0 | 2 | 33,3 | 4  | 6  | -2   | -0,7   | 1,3  |
| 17   | Premier tour       | Allemagne (2018)            | 3 | 1 | 0 | 2 | 33,3 | 2  | 4  | -2   | -0,7   | 0,7  |
| 18   | Premier tour       | Espagne (2014)              | 3 | 1 | 0 | 2 | 33,3 | 4  | 7  | -3   | -1     | 1,3  |
| 19   | Premier tour       | Italie (2010)               | 3 | 0 | 2 | 1 | 0    | 4  | 5  | -1   | -0,3   | 1,3  |
| 20   | Premier tour       | France (2002)               | 3 | 0 | 1 | 2 | 0    | 0  | 3  | -3   | -1     | 0    |
| 21   | Forfait            | Uruguay (1934)              |   |   |   |   |      |    |    |      |        |      |

### Par équipe championne
Seules quatre équipes (pour trois pays) ont remporté le titre en gagnant la totalité de leurs matchs : le Brésil en 1970 et en 2002, l’Uruguay en 1930 et l’Italie en 1938.
| Rang | Équipe                      | J | G | N | P | %G   | %P   | Bp | Bc | Diff | Diff/J | Bp/J |
| ---- | --------------------------- | - | - | - | - | ---- | ---- | -- | -- | ---- | ------ | ---- |
| 1    | Brésil (2002)               | 7 | 7 | 0 | 0 | 100  | 0    | 18 | 4  | 14   | 2      | 2,57 |
| 2    | Brésil (1970)               | 6 | 6 | 0 | 0 | 100  | 0    | 19 | 7  | 12   | 2      | 3,17 |
| 3    | Uruguay (1930)              | 4 | 4 | 0 | 0 | 100  | 0    | 15 | 3  | 12   | 3      | 3,75 |
| 4    | Italie (1938)               | 4 | 4 | 0 | 0 | 100  | 0    | 11 | 5  | 6    | 1,5    | 2,75 |
| 5    | Allemagne (2014)            | 7 | 6 | 1 | 0 | 85,7 | 0    | 18 | 4  | 14   | 2      | 2,57 |
| 6    | France (1998)               | 7 | 6 | 1 | 0 | 85,7 | 0    | 15 | 2  | 13   | 1,86   | 2,14 |
| 7    | Argentine (1986)            | 7 | 6 | 1 | 0 | 85,7 | 0    | 14 | 5  | 9    | 1,29   | 2    |
| 8    | France (2018)               | 7 | 6 | 1 | 0 | 85,7 | 0    | 14 | 6  | 8    | 1,14   | 2    |
| 9    | Allemagne de l’Ouest (1974) | 7 | 6 | 0 | 1 | 85,7 | 14,3 | 13 | 4  | 9    | 1,29   | 1,86 |
| 10   | Espagne (2010)              | 7 | 6 | 0 | 1 | 85,7 | 14,3 | 8  | 2  | 6    | 0,86   | 1,14 |
| 11   | Brésil (1958)               | 6 | 5 | 1 | 0 | 83,3 | 0    | 16 | 4  | 12   | 2      | 2,67 |
| 12   | Brésil (1962)               | 6 | 5 | 1 | 0 | 83,3 | 0    | 14 | 5  | 9    | 1,5    | 2,33 |
| 13   | Angleterre (1966)           | 6 | 5 | 1 | 0 | 83,3 | 0    | 11 | 3  | 8    | 1,33   | 1,83 |
| 14   | Allemagne de l’Ouest (1954) | 6 | 5 | 0 | 1 | 83,3 | 16,7 | 25 | 14 | 11   | 1,83   | 4,17 |
| 15   | Italie (1934)               | 5 | 4 | 1 | 0 | 80   | 0    | 12 | 3  | 9    | 1,8    | 2,4  |
| 16   | Uruguay (1950)              | 4 | 3 | 1 | 0 | 75   | 0    | 15 | 5  | 10   | 2,5    | 3,75 |
| 17   | Allemagne de l’Ouest (1990) | 7 | 5 | 2 | 0 | 71,4 | 0    | 15 | 5  | 10   | 1,43   | 2,14 |
| 18   | Italie (2006)               | 7 | 5 | 2 | 0 | 71,4 | 0    | 12 | 2  | 10   | 1,43   | 1,71 |
| 19   | Brésil (1994)               | 7 | 5 | 2 | 0 | 71,4 | 0    | 11 | 3  | 8    | 1,14   | 1,57 |
| 20   | Argentine (1978)            | 7 | 5 | 1 | 1 | 71,4 | 14,3 | 15 | 4  | 11   | 1,57   | 2,14 |
| 21   | Italie (1982)               | 7 | 4 | 3 | 0 | 57,1 | 0    | 12 | 6  | 6    | 0,86   | 1,71 |
| 22   | Argentine (2022)            | 7 | 4 | 2 | 1 | 57,1 | 14,3 | 15 | 8  | 7    | 1      | 2,14 |

### Matchs
| Record                                                                   | Nombre | Vainqueur        | Adversaire           | Note               |
| ------------------------------------------------------------------------ | ------ | ---------------- | -------------------- | ------------------ |
| Buts en un match                                                         | 12     | Autriche         | Suisse               | 1954, 7-5          |
| Buts en finale                                                           | 7      | Brésil           | Suède                | 1958, 5-2          |
| Buts en demi-finale                                                      | 8      | Allemagne        | Brésil               | 2014, 7-1          |
| Buts en demi-finale                                                      | 8      | Brésil           | Suède                | 1950, 7-1          |
| Buts dans un match par une équipe                                        | 10     | Hongrie          | Salvador             | 1982, 10-1         |
| Buts en finale par une équipe                                            | 5      | Brésil           | Suède                | 1958, 5-2          |
| Buts dans une demi-finale par une équipe                                 | 7      | Allemagne        | Brésil               | 2014, 7-1          |
| Buts dans une demi-finale par une équipe                                 | 7      | Brésil           | Suède                | 1950, 7-1          |
| Buts sur une période par une équipe                                      | 7      | Hongrie          | Salvador             | 1982, 10-1         |
| Écart de buts                                                            | 9      | Hongrie          | Corée du Sud         | 1954, 9-0          |
| Écart de buts                                                            | 9      | Yougoslavie      | Zaïre                | 1974, 9-0          |
| Écart de buts                                                            | 9      | Hongrie          | Salvador             | 1982, 10-1         |
| Écart de buts en finale                                                  | 3      | Brésil           | Suède                | 1958, 5-2          |
| Écart de buts en finale                                                  | 3      | Brésil           | Italie               | 1970, 4-1          |
| Écart de buts en finale                                                  | 3      | France           | Brésil               | 1998, 3-0          |
| Écart de buts dans une demi-finale                                       | 6      | Allemagne        | Brésil               | 2014, 7-1          |
| Écart de buts dans une demi-finale                                       | 6      | Brésil           | Suède                | 1950, 7-1          |
| Match nul avec le plus de buts                                           | 8      | Angleterre       | Belgique             | 1954, 4-4 (a.p.)   |
| Match nul avec le plus de buts                                           | 8      | Union soviétique | Colombie             | 1962, 4-4          |
| Plus large écart négatif au score avant match gagné                      | 3      | Autriche         | Suisse               | 1954, de 0-3 à 7-5 |
| Plus large écart négatif au score avant match gagné                      | 3      | Portugal         | Corée du Nord        | 1966, de 0-3 à 5-3 |
| Buts dans une prolongation                                               | 5      | Italie           | Allemagne de l’Ouest | 1970, 1-1 à 4-3    |
| Buteurs différents en un match                                           | 7      | Hongrie          | Salvador             | 1982, 10-1         |
| Buteurs différents en un match                                           | 7      | France           | Suisse               | 2014, 5-2          |
| Buteurs différents en un match par une équipe                            | 6      | Hongrie          | Salvador             | 1982, 10-1         |
| Buteurs différents en un match par une équipe                            | 6      | Portugal         | Corée du Nord        | 2010, 7-0          |
| Buteurs différents en un match par une équipe                            | 6      | Espagne          | Costa Rica           | 2022, 7-0          |
| Plus grand nombre de buts marqués par le perdant                         | 5      | Autriche         | Suisse               | 1954, 7-5          |
| Plus grand nombre de buts marqués par le perdant                         | 5      | Brésil           | Pologne              | 1938, 6-5          |
| Plus grand nombre de buts encaissés en un match par le pays organisateur | 7      | Allemagne        | Brésil               | 2014, 7-1          |
| Plus grand nombre de buts encaissés en un match par le pays organisateur | 7      | Autriche         | Suisse               | 1954, 7-5          |
| Plus grand écart de buts en défaveur du pays organisateur                | 6      | Allemagne        | Brésil               | 2014, 7-1          |
| Plus grand nombre de buts en faveur du pays organisateur                 | 7      | Brésil           | Suède                | 1950, 7-1          |

En qualifications, le plus grand écart de buts enregistré date de la victoire de l'Australie sur les Samoa américaines en 2001 (31-0).

#### Meilleures attaques
Liste des meilleures attaques (nombre de buts marqués) en une phase finale :
| Rang | Buts             | Equipe               | Année            |
| ---- | ---------------- | -------------------- | ---------------- |
| 1    | 27 (en 5 matchs) | Hongrie              | 1954 (Finaliste) |
| 2    | 25 (en 6 matchs) | Allemagne de l’Ouest | 1954 (Vainqueur) |
| 3    | 23 (en 6 matchs) | France               | 1958 (3e)        |
| 4    | 22 (en 6 matchs) | Brésil               | 1950 (Finaliste) |

### Autres statistiques collectives

#### Équipes n'ayant jamais marqué
| Équipe                         | Nombre de matchs | Année |
| ------------------------------ | ---------------- | ----- |
| Indes orientales néerlandaises | 1                | 1938  |
| Zaïre                          | 3                | 1974  |
| Chine                          | 3                | 2002  |
| Trinité-et-Tobago              | 3                | 2006  |

#### Équipes n’ayant perdu aucun match sur une compétition
Une élimination à la suite de tirs au but est comptée comme match nul et non comme défaite.
Nota : en gras, les années où l'équipe a gagné la compétition
| Équipe               | Année                                    |
| -------------------- | ---------------------------------------- |
| Brésil               | 1958, 1962, 1970, 1978, 1986, 1994, 2002 |
| Italie               | 1934, 1938, 1982, 1990, 1998, 2006       |
| France               | 1998, 2006, 2018                         |
| Angleterre           | 1966, 1982, 2006                         |
| Uruguay              | 1930, 1950                               |
| Argentine            | 1986, 2006                               |
| Allemagne            | 1990, 2014                               |
| Espagne              | 2002, 2018                               |
| Pays-Bas             | 2014, 2022                               |
| Écosse               | 1974                                     |
| Cameroun             | 1982                                     |
| Mexique              | 1986                                     |
| Belgique             | 1998                                     |
| République d'Irlande | 2002                                     |
| Suisse               | 2006                                     |
| Nouvelle-Zélande     | 2010                                     |
| Costa Rica           | 2014                                     |
| Danemark             | 2018                                     |

#### Équipes finalistes ayant perdu un match avant la finale
Nota : en gras, les années où l'équipe a gagné la compétition
| Équipe               | Année                  |
| -------------------- | ---------------------- |
| Allemagne de l'Ouest | 1954, 1974, 1982, 1986 |
| Argentine            | 1978, 1990, 2022       |
| Tchécoslovaquie      | 1962                   |
| Pays-Bas             | 1978                   |
| Italie               | 1994                   |
| Brésil               | 1998                   |
| Espagne              | 2010                   |
| France               | 2022                   |

#### Équipes ayant perdu tous leurs matches
| Équipe                         | Nombre de matches | Année        |
| ------------------------------ | ----------------- | ------------ |
| Salvador                       | 6                 | 1970 et 1982 |
| Canada                         | 6                 | 1986 et 2022 |
| Zaïre                          | 3                 | 1974         |
| Haïti                          | 3                 | 1974         |
| Irak                           | 3                 | 1986         |
| Émirats arabes unis            | 3                 | 1990         |
| Chine                          | 3                 | 2002         |
| Togo                           | 3                 | 2006         |
| Panama                         | 3                 | 2018         |
| Qatar                          | 3                 | 2022         |
| Indes orientales néerlandaises | 1                 | 1938         |

#### Le premier match
En phase de poules du premier tour, une défaite lors du premier match a parfois été suivie d'une qualification pour le tour suivant. À l'inverse une victoire lors du premier match a parfois été suivie d'une élimination dès le premier tour. Entre 1982 et 1994, trois futurs finalistes débutèrent par une défaite. En 2010 et 2022 le vainqueur final a perdu son premier match.
Note : lors des éditions de 1934 et 1938, disputées en phase à élimination directe, une victoire lors du premier match était nécessairement qualificative.
| Année | Équipe               | Score | Adversaire           | Tour atteint       |
| ----- | -------------------- | ----- | -------------------- | ------------------ |
| 1962  | Yougoslavie          | 0-2   | Union soviétique     | Demi-finale        |
| 1962  | Angleterre           | 1-2   | Hongrie              | Quart de finale    |
| 1966  | Hongrie              | 1-3   | Portugal             | Quart de finale    |
| 1966  | Corée du Nord        | 0-3   | Union soviétique     | Quart de finale    |
| 1974  | Argentine            | 2-3   | Pologne              | 2e tour            |
| 1982  | Allemagne de l’Ouest | 1-2   | Algérie              | Finale             |
| 1982  | France               | 1-3   | Angleterre           | Demi-finale        |
| 1982  | Argentine            | 0-1   | Belgique             | 2e tour            |
| 1982  | Union soviétique     | 1-2   | Brésil               | 2e tour            |
| 1986  | Belgique             | 1-2   | Mexique              | Demi-finale        |
| 1986  | Espagne              | 0-1   | Brésil               | Quart de finale    |
| 1986  | Angleterre           | 0-1   | Portugal             | Quart de finale    |
| 1990  | Argentine            | 0-1   | Cameroun             | Finale             |
| 1990  | Yougoslavie          | 1-4   | Allemagne de l’Ouest | Quart de finale    |
| 1994  | Italie               | 0-1   | République d'Irlande | Finale             |
| 1994  | Mexique              | 0-1   | Norvège              | Huitième de finale |
| 1994  | Arabie saoudite      | 1-2   | Pays-Bas             | Huitième de finale |
| 2002  | Turquie              | 1-2   | Brésil               | Demi-finale        |
| 2006  | Ghana                | 0-2   | Italie               | Huitième de finale |
| 2006  | Ukraine              | 0-4   | Espagne              | Quart de finale    |
| 2010  | Espagne              | 0-1   | Suisse               | Vainqueur          |
| 2014  | Uruguay              | 1-3   | Costa Rica           | Huitième de finale |
| 2014  | Grèce                | 0-3   | Colombie             | Huitième de finale |
| 2014  | Algérie              | 1-2   | Belgique             | Huitième de finale |
| 2018  | Colombie             | 1-2   | Japon                | Huitième de finale |
| 2022  | Sénégal              | 0-2   | Pays-Bas             | Huitième de finale |
| 2022  | Australie            | 1-4   | France               | Huitième de finale |
| 2022  | Argentine            | 1-2   | Arabie saoudite      | Vainqueur          |

| Année | Équipe          | Score | Adversaire           |
| ----- | --------------- | ----- | -------------------- |
| 1930  | France          | 4-1   | Mexique              |
| 1930  | Chili           | 3-0   | Mexique              |
| 1930  | Roumanie        | 3-1   | Pérou                |
| 1950  | Yougoslavie     | 3-0   | Suisse               |
| 1950  | Angleterre      | 2-0   | Chili                |
| 1962  | Uruguay         | 2-1   | Colombie             |
| 1962  | Argentine       | 1-0   | Bulgarie             |
| 1966  | Brésil          | 2-0   | Bulgarie             |
| 1966  | Italie          | 2-0   | Chili                |
| 1970  | Belgique        | 3-0   | Salvador             |
| 1974  | Écosse          | 2-0   | Zaïre                |
| 1974  | Italie          | 3-1   | Haïti                |
| 1978  | Tunisie         | 3-1   | Mexique              |
| 1982  | Algérie         | 2-1   | Allemagne de l’Ouest |
| 1982  | Hongrie         | 10-1  | Salvador             |
| 1982  | Écosse          | 5-2   | Nouvelle-Zélande     |
| 1986  | Portugal        | 1-0   | Angleterre           |
| 1994  | Norvège         | 1-0   | Mexique              |
| 2002  | Costa Rica      | 2-0   | Chine                |
| 2002  | Argentine       | 1-0   | Nigeria              |
| 2002  | Russie          | 2-0   | Tunisie              |
| 2006  | Tchéquie        | 3-0   | États-Unis           |
| 2006  | Corée du Sud    | 2-1   | Togo                 |
| 2010  | Slovénie        | 1-0   | Algérie              |
| 2010  | Suisse          | 1-0   | Espagne              |
| 2014  | Italie          | 2-1   | Angleterre           |
| 2014  | Côte d'Ivoire   | 2-1   | Japon                |
| 2018  | Iran            | 1-0   | Maroc                |
| 2018  | Serbie          | 1-0   | Costa Rica           |
| 2018  | Sénégal         | 2-1   | Pologne              |
| 2022  | Équateur        | 2-0   | Qatar                |
| 2022  | Arabie saoudite | 2-1   | Argentine            |
| 2022  | Belgique        | 1-0   | Canada               |

#### Rencontres jouées deux fois lors d'une même compétition
Motifs :
- rejoué : match à élimination directe rejoué après un premier match terminé sur un score nul ;
- à départager : les deux équipes à égalité après la phase de poule doivent être départagées dans un match d’appui ;
- finale : les deux équipes se retrouvent en finale après avoir été dans la même poule ;
- demi-finale : les deux équipes se retrouvent en demi-finale après avoir été dans la même poule ;
- petite finale : les deux équipes se retrouvent en petite finale (match de classement pour la troisième place) après avoir été dans la même poule.

| Année | Équipe               | Adversaire      | Motif         |
| ----- | -------------------- | --------------- | ------------- |
| 1934  | Italie               | Espagne         | rejoué        |
| 1938  | Allemagne            | Suisse          | rejoué        |
| 1938  | Cuba                 | Roumanie        | rejoué        |
| 1938  | Brésil               | Tchécoslovaquie | rejoué        |
| 1954  | Allemagne de l’Ouest | Turquie         | à départager  |
| 1954  | Suisse               | Italie          | à départager  |
| 1954  | Allemagne de l’Ouest | Hongrie         | finale        |
| 1958  | Irlande du Nord      | Tchécoslovaquie | à départager  |
| 1958  | Pays de Galles       | Hongrie         | à départager  |
| 1958  | Union soviétique     | Angleterre      | à départager  |
| 1962  | Brésil               | Tchécoslovaquie | finale        |
| 1982  | Italie               | Pologne         | demi-finale   |
| 1994  | Brésil               | Suède           | demi-finale   |
| 2002  | Brésil               | Turquie         | demi-finale   |
| 2018  | Angleterre           | Belgique        | petite finale |
| 2022  | Croatie              | Maroc           | petite finale |

### Tirs au but
Depuis 1982, 35 rencontres se sont départagées lors d'une séance de tirs au but : une en 1982, trois en 1986, quatre en 1990, trois en 1994 et en 1998, deux en 2002, quatre en 2006, deux en 2010, quatre en 2014, quatre en 2018 et cinq en 2022. Parmi elles, trois finales : celles de 1994, de 2006 et de 2022.
| Record                                        | Nombre | Équipe                        | Année                                    |
| --------------------------------------------- | ------ | ----------------------------- | ---------------------------------------- |
| Nombre d'épreuves par équipe                  | 7      | Argentine                     | 1990, 1990, 1998, 2006, 2014, 2022, 2022 |
| Nombre d'épreuves par tournoi                 | 5      |                               | 2022                                     |
| Nombre d'épreuves par équipe et par tournoi   | 2      | Argentine                     | 1990                                     |
| Nombre d'épreuves par équipe et par tournoi   | 2      | Espagne                       | 2002                                     |
| Nombre d'épreuves par équipe et par tournoi   | 2      | Costa Rica                    | 2014                                     |
| Nombre d'épreuves par équipe et par tournoi   | 2      | Pays-Bas                      | 2014                                     |
| Nombre d'épreuves par équipe et par tournoi   | 2      | Croatie                       | 2018                                     |
| Nombre d'épreuves par équipe et par tournoi   | 2      | Russie                        | 2018                                     |
| Nombre d'épreuves par équipe et par tournoi   | 2      | Croatie                       | 2022                                     |
| Nombre d'épreuves par équipe et par tournoi   | 2      | Argentine                     | 2022                                     |
| Nombre de victoires par équipe                | 6      | Argentine                     | 1990, 1990, 1998, 2014, 2022, 2022       |
| Nombre de victoires par équipe et par tournoi | 2      | Argentine                     | 1990                                     |
| Nombre de victoires par équipe et par tournoi | 2      | Croatie                       | 2018                                     |
| Nombre de victoires par équipe et par tournoi | 2      | Croatie                       | 2022                                     |
| Nombre de victoires par équipe et par tournoi | 2      | Argentine                     | 2022                                     |
| Nombre de défaites par équipe                 | 4      | Espagne                       | 1986, 2002, 2018, 2022                   |
| Finale jouée aux tirs au but                  | 3      | Brésil 0 - 0 Italie (3-2)     | 1994                                     |
| Finale jouée aux tirs au but                  | 3      | Italie 1 - 1 France (5-3)     | 2006                                     |
| Finale jouée aux tirs au but                  | 3      | Argentine 3 - 3 France (4-2)  | 2022                                     |
| Finale perdue aux tirs au but                 | 2      | France                        | 2006, 2022                               |
| Nombre de buts par épreuve                    | 9      |                               | 4 fois                                   |
| Nombre de buts par épreuve et par équipe      | 5      |                               | 6 fois                                   |
| Record bas de buts par épreuve et par équipe  | 0      | Suisse                        | 2006                                     |
| Record bas de buts par épreuve et par équipe  | 0      | Espagne                       | 2022                                     |
| Nombre de tentatives par épreuve              | 12     | Allemagne de l’Ouest - France | 1982                                     |
| Nombre de tentatives par épreuve              | 12     | Suède - Roumanie              | 1994                                     |

#### Bilan par équipe
| Équipe       | Tirs pour | Tirs pour | Tirs pour | Tirs contre | Tirs contre | Tirs contre | Qualif. | Élim. | Années                                   |
| Équipe       | R.        | É.        | %         | R.          | É.          | %           | Qualif. | Élim. | Années                                   |
| ------------ | --------- | --------- | --------- | ----------- | ----------- | ----------- | ------- | ----- | ---------------------------------------- |
| Argentine    | 25        | 6         | 81 %      | 19          | 13          | 59 %        | 6       | 1     | 1990, 1990, 1998, 2006, 2014, 2022, 2022 |
| Allemagne    | 17        | 1         | 94 %      | 10          | 8           | 55 %        | 4       | 0     | 1982, 1986, 1990, 2006                   |
| Croatie      | 14        | 4         | 78 %      | 8           | 10          | 45 %        | 4       | 0     | 2018, 2018, 2022, 2022                   |
| Brésil       | 15        | 7         | 68 %      | 14          | 9           | 61 %        | 3       | 2     | 1986, 1994, 1998, 2014, 2022             |
| France       | 17        | 7         | 71 %      | 20          | 5           | 80 %        | 2       | 3     | 1982, 1986, 1998, 2006, 2022             |
| Portugal     | 3         | 1         | 75 %      | 1           | 3           | 25 %        | 1       | 0     | 2006                                     |
| Belgique     | 5         | 0         | 100 %     | 4           | 1           | 80 %        | 1       | 0     | 1986                                     |
| Bulgarie     | 3         | 1         | 75 %      | 1           | 3           | 25 %        | 1       | 0     | 1994                                     |
| Corée du Sud | 5         | 0         | 100 %     | 3           | 1           | 75 %        | 1       | 0     | 2002                                     |
| Ukraine      | 3         | 1         | 75 %      | 0           | 3           | 0 %         | 1       | 0     | 2006                                     |
| Suède        | 5         | 1         | 73 %      | 4           | 2           | 66 %        | 1       | 0     | 1994                                     |
| Paraguay     | 5         | 0         | 100 %     | 3           | 1           | 75 %        | 1       | 0     | 2010                                     |
| Uruguay      | 4         | 1         | 80 %      | 2           | 2           | 50 %        | 1       | 0     | 2010                                     |
| Maroc        | 3         | 1         | 75 %      | 0           | 3           | 0 %         | 1       | 0     | 2022                                     |
| Russie       | 7         | 2         | 78 %      | 7           | 3           | 70 %        | 1       | 1     | 2018, 2018                               |
| Costa Rica   | 8         | 2         | 80 %      | 7           | 1           | 88 %        | 1       | 1     | 2014, 2014                               |
| Irlande      | 7         | 3         | 70 %      | 7           | 3           | 70 %        | 1       | 1     | 1990, 2002                               |
| Pays-Bas     | 11        | 6         | 65 %      | 15          | 3           | 83 %        | 1       | 3     | 1998, 2014, 2014, 2022                   |
| Italie       | 13        | 7         | 65 %      | 14          | 3           | 82 %        | 1       | 3     | 1990, 1994, 1998, 2006                   |
| Angleterre   | 11        | 8         | 58 %      | 14          | 5           | 79 %        | 1       | 3     | 1990, 1998, 2006, 2018                   |
| Espagne      | 13        | 9         | 59 %      | 18          | 4           | 82 %        | 1       | 4     | 1986, 2002, 2002, 2018, 2022             |
| Yougoslavie  | 2         | 3         | 40 %      | 3           | 2           | 60 %        | 0       | 1     | 1990                                     |
| Suisse       | 0         | 3         | 0%        | 3           | 1           | 75 %        | 0       | 1     | 2006                                     |
| Ghana        | 2         | 2         | 50 %      | 4           | 1           | 80 %        | 0       | 1     | 2010                                     |
| Chili        | 2         | 3         | 40 %      | 3           | 2           | 60 %        | 0       | 1     | 2014                                     |
| Grèce        | 3         | 1         | 75 %      | 5           | 0           | 100 %       | 0       | 1     | 2014                                     |
| Danemark     | 2         | 3         | 40 %      | 3           | 2           | 60 %        | 0       | 1     | 2018                                     |
| Colombie     | 3         | 2         | 60 %      | 4           | 1           | 80 %        | 0       | 1     | 2018                                     |
| Japon        | 4         | 4         | 50 %      | 8           | 1           | 89 %        | 0       | 2     | 2010, 2022                               |
| Mexique      | 2         | 5         | 29 %      | 7           | 1           | 88 %        | 0       | 2     | 1986, 1994                               |
| Roumanie     | 8         | 2         | 80 %      | 10          | 1           | 91 %        | 0       | 2     | 1990, 1994                               |

R. = réussis, É. = échoués, Qualif. = qualifications, Élim. = éliminations.. En gras, les années où l'équipe s'est qualifiée. Exemple : l'Espagne a marqué 13 buts, en a manqué 9 (59 % de réussite dans ses tirs). Ses adversaires lui en ont marqué 18 et en ont manqué 4 (ils ont 82 % de réussite). L'Espagne s'est qualifiée 1 fois, a été éliminée 4 fois. Elle a joué cinq épreuves de tirs au but, elle en a gagné une en 2002 et perdu quatre en 1986, 2002, 2018 et 2022.

## Statistiques individuelles

### Records individuels
| Record                   | Nombre | Joueur         | Équipe    | Note        |
| ------------------------ | ------ | -------------- | --------- | ----------- |
| Finales consécutives     | 3      | Cafu           | Brésil    | 1994 à 2002 |
| Demi-finales jouées      | 4      | Miroslav Klose | Allemagne | 2002 à 2014 |
| Matchs joués             | 26     | Lionel Messi   | Argentine | 2006 à 2022 |
| Minutes jouées           | 2 314  | Lionel Messi   | Argentine | 2006 à 2022 |
| Matchs gagnés            | 16     | Lionel Messi   | Argentine | 2006 à 2022 |
| Matchs successifs gagnés | 11     | Ronaldo        | Brésil    | 2002 à 2006 |

### Participation
| Participations | Joueurs                 | Équipe               | Note                         |
| -------------- | ----------------------- | -------------------- | ---------------------------- |
| 5 (8 joueurs)  | Antonio Carbajal        | Mexique              | 1950, 1954, 1958, 1962, 1966 |
| 5 (8 joueurs)  | Lothar Matthäus         | Allemagne            | 1982, 1986, 1990, 1994, 1998 |
| 5 (8 joueurs)  | Gianluigi Buffon        | Italie               | 1998, 2002, 2006, 2010, 2014 |
| 5 (8 joueurs)  | Rafael Márquez          | Mexique              | 2002, 2006, 2010, 2014, 2018 |
| 5 (8 joueurs)  | Andrés Guardado         | Mexique              | 2006, 2010, 2014, 2018, 2022 |
| 5 (8 joueurs)  | Lionel Messi            | Argentine            | 2006, 2010, 2014, 2018, 2022 |
| 5 (8 joueurs)  | Guillermo Ochoa         | Mexique              | 2006, 2010, 2014, 2018, 2022 |
| 5 (8 joueurs)  | Cristiano Ronaldo       | Portugal             | 2006, 2010, 2014, 2018, 2022 |
| 4 (71 joueurs) | Carlos José Castilho    | Brésil               | 1950, 1954, 1958, 1962       |
| 4 (71 joueurs) | Nílton Santos           | Brésil               | 1950, 1954, 1958, 1962       |
| 4 (71 joueurs) | Djalma Santos           | Brésil               | 1954, 1958, 1962, 1966       |
| 4 (71 joueurs) | Bobby Charlton          | Angleterre           | 1958, 1962, 1966, 1970       |
| 4 (71 joueurs) | Pelé                    | Brésil               | 1958, 1962, 1966, 1970       |
| 4 (71 joueurs) | Karl-Heinz Schnellinger | Allemagne de l'Ouest | 1958, 1962, 1966, 1970       |
| 4 (71 joueurs) | Uwe Seeler              | Allemagne de l'Ouest | 1958, 1962, 1966, 1970       |
| 4 (71 joueurs) | Lev Yachine             | Union soviétique     | 1958, 1962, 1966, 1970       |
| 4 (71 joueurs) | Enrico Albertosi        | Italie               | 1962, 1966, 1970, 1974       |
| 4 (71 joueurs) | Gianni Rivera           | Italie               | 1962, 1966, 1970, 1974       |
| 4 (71 joueurs) | Pedro Rocha             | Uruguay              | 1962, 1966, 1970, 1974       |
| 4 (71 joueurs) | Dobromir Zhechev        | Bulgarie             | 1962, 1966, 1970, 1974       |
| 4 (71 joueurs) | Sepp Maier              | Allemagne de l'Ouest | 1966, 1970, 1974, 1978       |
| 4 (71 joueurs) | Dino Zoff               | Italie               | 1970, 1974, 1978, 1982       |
| 4 (71 joueurs) | Leão                    | Brésil               | 1970, 1974, 1978, 1986       |
| 4 (71 joueurs) | Władysław Żmuda         | Pologne              | 1974, 1978, 1982, 1986       |
| 4 (71 joueurs) | Diego Maradona          | Argentine            | 1982, 1986, 1990, 1994       |
| 4 (71 joueurs) | Giuseppe Bergomi        | Italie               | 1982, 1986, 1990, 1998       |
| 4 (71 joueurs) | Jim Leighton            | Écosse               | 1982, 1986, 1990, 1998       |
| 4 (71 joueurs) | Enzo Scifo              | Belgique             | 1986, 1990, 1994, 1998       |
| 4 (71 joueurs) | Franky Van der Elst     | Belgique             | 1986, 1990, 1994, 1998       |
| 4 (71 joueurs) | Andoni Zubizarreta      | Espagne              | 1986, 1990, 1994, 1998       |
| 4 (71 joueurs) | Fernando Hierro         | Espagne              | 1990, 1994, 1998, 2002       |
| 4 (71 joueurs) | Hong Myung-bo           | Corée du Sud         | 1990, 1994, 1998, 2002       |
| 4 (71 joueurs) | Hwang Sun-hong          | Corée du Sud         | 1990, 1994, 1998, 2002       |
| 4 (71 joueurs) | Paolo Maldini           | Italie               | 1990, 1994, 1998, 2002       |
| 4 (71 joueurs) | Jacques Songo'o         | Cameroun             | 1990, 1994, 1998, 2002       |
| 4 (71 joueurs) | Marc Wilmots            | Belgique             | 1990, 1994, 1998, 2002       |
| 4 (71 joueurs) | Mohammed al-Deayea      | Arabie saoudite      | 1994, 1998, 2002, 2006       |
| 4 (71 joueurs) | Sami al-Jaber           | Arabie saoudite      | 1994, 1998, 2002, 2006       |
| 4 (71 joueurs) | Cafu                    | Brésil               | 1994, 1998, 2002, 2006       |
| 4 (71 joueurs) | Oliver Kahn             | Allemagne            | 1994, 1998, 2002, 2006       |
| 4 (71 joueurs) | Kasey Keller            | États-Unis           | 1990, 1998, 2002, 2006       |
| 4 (71 joueurs) | Claudio Reyna           | États-Unis           | 1994, 1998, 2002, 2006       |
| 4 (71 joueurs) | Ronaldo                 | Brésil               | 1994, 1998, 2002, 2006       |
| 4 (71 joueurs) | Denis Caniza            | Paraguay             | 1998, 2002, 2006, 2010       |
| 4 (71 joueurs) | Fabio Cannavaro         | Italie               | 1998, 2002, 2006, 2010       |
| 4 (71 joueurs) | Thierry Henry           | France               | 1998, 2002, 2006, 2010       |
| 4 (71 joueurs) | Yoshikatsu Kawaguchi    | Japon                | 1998, 2002, 2006, 2010       |
| 4 (71 joueurs) | Lee Woon-jae            | Corée du Sud         | 1994, 2002, 2006, 2010       |
| 4 (71 joueurs) | Seigo Narazaki          | Japon                | 1998, 2002, 2006, 2010       |
| 4 (71 joueurs) | Rigobert Song           | Cameroun             | 1994, 1998, 2002, 2010       |
| 4 (71 joueurs) | DaMarcus Beasley        | États-Unis           | 2002, 2006, 2010, 2014       |
| 4 (71 joueurs) | Iker Casillas           | Espagne              | 2002, 2006, 2010, 2014       |
| 4 (71 joueurs) | Samuel Eto'o            | Cameroun             | 1998, 2002, 2010, 2014       |
| 4 (71 joueurs) | Xavi                    | Espagne              | 2002, 2006, 2010, 2014       |
| 4 (71 joueurs) | Miroslav Klose          | Allemagne            | 2002, 2006, 2010, 2014       |
| 4 (71 joueurs) | Valon Behrami           | Suisse               | 2006, 2010, 2014, 2018       |
| 4 (71 joueurs) | Tim Cahill              | Australie            | 2006, 2010, 2014, 2018       |
| 4 (71 joueurs) | Andrés Iniesta          | Espagne              | 2006, 2010, 2014, 2018       |
| 4 (71 joueurs) | Javier Mascherano       | Argentine            | 2006, 2010, 2014, 2018       |
| 4 (71 joueurs) | Mark Milligan           | Australie            | 2006, 2010, 2014, 2018       |
| 4 (71 joueurs) | Sergio Ramos            | Espagne              | 2006, 2010, 2014, 2018       |
| 4 (71 joueurs) | Pepe Reina              | Espagne              | 2006, 2010, 2014, 2018       |
| 4 (71 joueurs) | Luka Modrić             | Croatie              | 2006, 2014, 2018, 2022       |
| 4 (71 joueurs) | Hugo Lloris             | France               | 2010, 2014, 2018, 2022       |
| 4 (71 joueurs) | Thiago Silva            | Brésil               | 2010, 2014, 2018, 2022       |
| 4 (71 joueurs) | Martín Cáceres          | Uruguay              | 2010, 2014, 2018, 2022       |
| 4 (71 joueurs) | Edinson Cavani          | Uruguay              | 2010, 2014, 2018, 2022       |
| 4 (71 joueurs) | Diego Godín             | Uruguay              | 2010, 2014, 2018, 2022       |
| 4 (71 joueurs) | Fernando Muslera        | Uruguay              | 2010, 2014, 2018, 2022       |
| 4 (71 joueurs) | Luis Suárez             | Uruguay              | 2010, 2014, 2018, 2022       |
| 4 (71 joueurs) | Pepe                    | Portugal             | 2010, 2014, 2018, 2022       |
| 4 (71 joueurs) | Manuel Neuer            | Allemagne            | 2010, 2014, 2018, 2022       |
| 4 (71 joueurs) | Thomas Müller           | Allemagne            | 2010, 2014, 2018, 2022       |
| 4 (71 joueurs) | Sergio Busquets         | Espagne              | 2010, 2014, 2018, 2022       |
| 4 (71 joueurs) | Ángel Di María          | Argentine            | 2010, 2014, 2018, 2022       |
| 4 (71 joueurs) | Yūto Nagatomo           | Japon                | 2010, 2014, 2018, 2022       |
| 4 (71 joueurs) | Eiji Kawashima          | Japon                | 2010, 2014, 2018, 2022       |
| 4 (71 joueurs) | Héctor Moreno           | Mexique              | 2010, 2014, 2018, 2022       |
| 4 (71 joueurs) | Xherdan Shaqiri         | Suisse               | 2010, 2014, 2018, 2022       |

### Matchs joués
Liste des joueurs ayant disputé au moins 20 matchs, toutes phases finales confondues :
| Rencontres | Joueurs                | Équipe               | Note                                                  |
| ---------- | ---------------------- | -------------------- | ----------------------------------------------------- |
| 26         | Lionel Messi           | Argentine            | 3 en 2006, 5 en 2010, 7 en 2014, 4 en 2018, 7 en 2022 |
| 25         | Lothar Matthäus        | Allemagne            | 2 en 1982, 7 en 1986, 7 en 1990, 5 en 1994, 4 en 1998 |
| 24         | Miroslav Klose         | Allemagne            | 7 en 2002, 7 en 2006, 5 en 2010, 5 en 2014            |
| 23         | Paolo Maldini          | Italie               | 7 en 1990, 7 en 1994, 5 en 1998, 4 en 2002            |
| 22         | Cristiano Ronaldo      | Portugal             | 6 en 2006, 4 en 2010, 3 en 2014, 4 en 2018, 5 en 2022 |
| 21         | Uwe Seeler             | Allemagne de l’Ouest | 5 en 1958, 4 en 1962, 6 en 1966, 6 en 1970            |
| 21         | Władysław Żmuda        | Pologne              | 7 en 1974, 6 en 1978, 7 en 1982, 1 en 1986            |
| 21         | Diego Maradona         | Argentine            | 5 en 1982, 7 en 1986, 7 en 1990, 2 en 1994            |
| 20         | Grzegorz Lato          | Pologne              | 7 en 1974, 6 en 1978, 7 en 1982                       |
| 20         | Cafu                   | Brésil               | 3 en 1994, 6 en 1998, 7 en 2002, 4 en 2006            |
| 20         | Philipp Lahm           | Allemagne            | 7 en 2006, 6 en 2010, 7 en 2014                       |
| 20         | Bastian Schweinsteiger | Allemagne            | 7 en 2006, 7 en 2010, 6 en 2014                       |
| 20         | Javier Mascherano      | Argentine            | 5 en 2006, 4 en 2010, 7 en 2014, 4 en 2018            |
| 20         | Hugo Lloris            | France               | 3 en 2010, 5 en 2014, 6 en 2018, 6 en 2022            |

### Âge
|                   | Âge                 | Joueur           | Équipe            | Adversaire  | Année |
| ----------------- | ------------------- | ---------------- | ----------------- | ----------- | ----- |
| En finale         | 17 ans et 249 jours | Pelé             | Brésil            | Suède       | 1958  |
| En phase finale   | 17 ans et 41 jours  | Norman Whiteside | Irlande du Nord   | Yougoslavie | 1982  |
| En qualifications | 15 ans et 217 jours | Ben Falaniko     | Samoa américaines | Fidji       | 2001  |

|                   | Âge                 | Joueur           | Équipe                      | Adversaire                 | Année |
| ----------------- | ------------------- | ---------------- | --------------------------- | -------------------------- | ----- |
| En finale         | 40 ans et 133 jours | Dino Zoff        | Italie                      | Allemagne de l'Ouest       | 1982  |
| En phase finale   | 45 ans et 161 jours | Essam el-Hadari  | Égypte                      | Arabie saoudite            | 2018  |
| En qualifications | 46 ans et 180 jours | MacDonald Taylor | Îles Vierges des États-Unis | Saint-Christophe-et-Niévès | 2004  |

|                              | Âge                 | Joueur                           | Équipe | Année |
| ---------------------------- | ------------------- | -------------------------------- | ------ | ----- |
| En finale                    | 21 ans et 297 jours | Dino Zoff et Giuseppe Bergomi    | Italie | 1982  |
| Sur un match de phase finale | 24 ans et 8 jours   | Essam el-Hadari et Ramadan Sobhi | Égypte | 2018  |

|                 | Âge                 | Entraîneur          | Équipe    | Année |
| --------------- | ------------------- | ------------------- | --------- | ----- |
| En phase finale | 27 ans et 267 jours | Juan José Tramutola | Argentine | 1930  |

|                 | Âge                 | Entraîneur    | Équipe | Année |
| --------------- | ------------------- | ------------- | ------ | ----- |
| En phase finale | 71 ans et 317 jours | Otto Rehhagel | Grèce  | 2010  |

|                 | Âge                | Joueur      | Équipe   | Année |
| --------------- | ------------------ | ----------- | -------- | ----- |
| En phase finale | 42 ans et 31 jours | Roger Milla | Cameroun | 1994  |

### Meilleurs buteurs
Liste des meilleurs buteurs en Coupe du monde (au moins dix buts), toutes phases finales confondues :
| Rang | Joueur            | Équipe               | Buts | Détail par édition                               | Matchs | Ratio buts/match |
| ---- | ----------------- | -------------------- | ---- | ------------------------------------------------ | ------ | ---------------- |
| 1    | Miroslav Klose    | Allemagne            | 16   | 2002 (5), 2006 (5), 2010 (4), 2014 (2)           | 24     | 0,67             |
| 2    | Ronaldo           | Brésil               | 15   | 1994 (0), 1998 (4), 2002 (8), 2006 (3)           | 19     | 0,79             |
| 3    | Gerd Müller       | Allemagne de l’Ouest | 14   | 1970 (10), 1974 (4)                              | 13     | 1,08             |
| 4    | Just Fontaine     | France               | 13   | 1958 (13)                                        | 6      | 2,17             |
| 4    | Lionel Messi      | Argentine            | 13   | 2006 (1), 2010 (0), 2014 (4), 2018 (1), 2022 (7) | 26     | 0,50             |
| 6    | Pelé              | Brésil               | 12   | 1958 (6), 1962 (1), 1966 (1), 1970 (4)           | 14     | 0,86             |
| 6    | Kylian Mbappé     | France               | 12   | 2018 (4), 2022 (8)                               | 14     | 0,86             |
| 8    | Sándor Kocsis     | Hongrie              | 11   | 1954 (11)                                        | 5      | 2,2              |
| 8    | Jürgen Klinsmann  | Allemagne            | 11   | 1990 (3), 1994 (5), 1998 (3)                     | 17     | 0,65             |
| 10   | Helmut Rahn       | Allemagne de l’Ouest | 10   | 1954 (4), 1958 (6)                               | 10     | 1                |
| 10   | Gary Lineker      | Angleterre           | 10   | 1986 (6), 1990 (4)                               | 12     | 0,83             |
| 10   | Gabriel Batistuta | Argentine            | 10   | 1994 (4), 1998 (5), 2002 (1)                     | 12     | 0,83             |
| 10   | Teófilo Cubillas  | Pérou                | 10   | 1970 (5), 1978 (5), 1982 (0)                     | 13     | 0,77             |
| 10   | Thomas Müller     | Allemagne            | 10   | 2010 (5), 2014 (5), 2018 (0), 2022 (0)           | 19     | 0,53             |
| 10   | Grzegorz Lato     | Pologne              | 10   | 1974 (7), 1978 (2), 1982 (1)                     | 20     | 0,5              |

Colonne « détail par édition » :
- Année en gras : joueur sacré champion du monde avec son équipe.
- Nombre (de buts) en gras : meilleur buteur de la compétition.

#### Buteurs sur plusieurs Coupes du monde
Quatre joueurs ont marqué en phase finale lors de quatre éditions différentes,. Seul Cristiano Ronaldo a réussi à la faire sur cinq éditions :
| Nombre de CM | Joueurs           | Équipe               | Détail par édition                                        | Total |
| ------------ | ----------------- | -------------------- | --------------------------------------------------------- | ----- |
| 5            | Cristiano Ronaldo | Portugal             | 1 but en 2006, 1 en 2010, 1 en 2014, 4 en 2018, 1 en 2022 | 8     |
| 4            | Pelé              | Brésil               | 6 buts en 1958, 1 en 1962, 1 en 1966, 4 en 1970           | 12    |
| 4            | Uwe Seeler        | Allemagne de l’Ouest | 2 buts en 1958, 2 en 1962, 2 en 1966, 3 en 1970           | 9     |
| 4            | Miroslav Klose    | Allemagne            | 5 buts en 2002, 5 en 2006, 4 en 2010, 2 en 2014           | 16    |
| 4            | Lionel Messi      | Argentine            | 1 but en 2006, 4 en 2014, 1 en 2018, 7 en 2022            | 13    |

- Année en gras : joueur sacré champion du monde avec son équipe.
- Nombre de buts en gras : meilleur buteur de la compétition.

#### Buts en un match
Liste des joueurs ayant inscrit un quadruplé ou un quintuplé en phase finale :
| Buts | Joueur            | Équipe   | Score final | Adversaire           | Année | Buts durant la compétition |
| ---- | ----------------- | -------- | ----------- | -------------------- | ----- | -------------------------- |
| 5    | Oleg Salenko      | Russie   | 6-1         | Cameroun             | 1994  | 6                          |
| 4    | Ernest Wilimowski | Pologne  | 5-6 a.p.    | Brésil               | 1938  | 4                          |
| 4    | Ademir            | Brésil   | 7-1         | Suède                | 1950  | 8                          |
| 4    | Sándor Kocsis     | Hongrie  | 8-3         | Allemagne de l’Ouest | 1954  | 11                         |
| 4    | Just Fontaine     | France   | 6-3         | Allemagne de l’Ouest | 1958  | 13                         |
| 4    | Eusébio           | Portugal | 5-3         | Corée du Nord        | 1966  | 9                          |
| 4    | Emilio Butragueño | Espagne  | 5-1         | Danemark             | 1986  | 5                          |

En gras : joueurs ayant terminé meilleur buteur de la compétition.

#### Buts en finale
| Buts                                                                          | Buts | Joueur          | Équipe               | Années       | Adversaire                     |
| ----------------------------------------------------------------------------- | ---- | --------------- | -------------------- | ------------ | ------------------------------ |
| 4                                                                             | 1+3  | Kylian Mbappé   | France               | 2018 et 2022 | Croatie (1), Argentine (3)     |
| 3                                                                             | 3    | Geoffrey Hurst  | Angleterre           | 1966         | Allemagne de l'Ouest (3)       |
| 3                                                                             | 2+1  | Vavá            | Brésil               | 1958 et 1962 | Suède (2), Tchécoslovaquie (1) |
| 3                                                                             | 2+1  | Pelé            | Brésil               | 1958 et 1970 | Suède (2), Italie (1)          |
| 3                                                                             | 2+1  | Zinédine Zidane | France               | 1998 et 2006 | Brésil (2), Italie (1)         |
| 2                                                                             | 2    | Gino Colaussi   | Italie               | 1938         | Hongrie (2)                    |
| 2                                                                             | 2    | Silvio Piola    | Italie               | 1938         | Hongrie (2)                    |
| 2                                                                             | 2    | Helmut Rahn     | Allemagne de l'Ouest | 1954         | Hongrie (2)                    |
| 2                                                                             | 2    | Mario Kempes    | Argentine            | 1978         | Pays-Bas (2)                   |
| 2                                                                             | 2    | Ronaldo         | Brésil               | 2002         | Allemagne (2)                  |
| 2                                                                             | 2    | Lionel Messi    | Argentine            | 2022         | France (2)                     |
| 2                                                                             | 1+1  | Paul Breitner   | Allemagne de l'Ouest | 1974 et 1982 | Pays-Bas (1), Italie (1)       |
| Année mentionnée en gras, vainqueur. Année mentionnée en italique, finaliste. |      |                 |                      |              |                                |

- Geoffrey Hurst, Vavá, Pelé, Kylian Mbappé et Zinédine Zidane sont les cinq seuls joueurs à avoir inscrit au moins 3 buts en finale de Coupe du monde.
- Vavá, Pelé, Paul Breitner, Zinédine Zidane et Kylian Mbappé sont les cinq seuls joueurs à avoir marqué lors de deux finales différentes.

### Gardiens de but
| Record                                                                         | Nombre | Joueur            | Équipe     | Note                                                     |
| ------------------------------------------------------------------------------ | ------ | ----------------- | ---------- | -------------------------------------------------------- |
| Nombre de matchs sans encaisser le moindre but                                 | 10     | Peter Shilton     | Angleterre | 1982 à 1990                                              |
| Nombre de matchs sans encaisser le moindre but                                 | 10     | Fabien Barthez    | France     | 1998 à 2006                                              |
| Minutes consécutives d'invincibilité                                           | 517    | Walter Zenga      | Italie     | 1990                                                     |
| Nombre d'arrêts au cours d'un match                                            | 16     | Tim Howard        | États-Unis | 2014 (défaite en huitième de finale contre la Belgique)  |
| Plus grand nombre de tirs au but arrêtés lors d'une séance au cours d'un match | 3      | Ricardo Pereira   | Portugal   | 2006 (victoire en quart de finale contre l'Angleterre)   |
| Plus grand nombre de tirs au but arrêtés lors d'une séance au cours d'un match | 3      | Danijel Subašić   | Croatie    | 2018 (victoire en huitième de finale contre le Danemark) |
| Plus grand nombre de tirs au but arrêtés lors d'une séance au cours d'un match | 3      | Dominik Livaković | Croatie    | 2022 (victoire en huitième de finale contre le Japon)    |

### Entraîneurs
| Record                      | Nombre | Entraîneur              | Équipe                                                                         | Note                               |
| --------------------------- | ------ | ----------------------- | ------------------------------------------------------------------------------ | ---------------------------------- |
| Titres                      | 2      | Vittorio Pozzo          | Italie                                                                         | 1934 et 1938                       |
| Matchs                      | 25     | Helmut Schön            | Allemagne de l’Ouest                                                           | 1966 à 1978                        |
| Matchs gagnés               | 16     | Helmut Schön            | Allemagne de l’Ouest                                                           | 1966 à 1978                        |
| Matchs consécutifs gagnés   | 11     | Luiz Felipe Scolari     | Brésil et Portugal                                                             | 7 en 2002, 4 en 2006               |
| Participations              | 6      | Carlos Alberto Parreira | Koweït, Émirats arabes unis, Brésil, Arabie saoudite, Brésil et Afrique du Sud | 1982, 1990, 1994, 1998, 2006, 2010 |
| Participations consécutives | 5      | Bora Milutinović        | Mexique, Costa Rica, États-Unis, Nigeria et Chine                              | De 1986 à 2002                     |

### Joueur puis entraîneur
| Record         | Nombre | Détails                                          | Joueur / Entraîneur | Équipe entrainée        | Note                                                                             |
| -------------- | ------ | ------------------------------------------------ | ------------------- | ----------------------- | -------------------------------------------------------------------------------- |
| Titres         | 4      | 2 (joueur) 1 (entraîneur) 1 (entraîneur adjoint) | Mário Zagallo       | Brésil                  | 1958 et 1962 (joueur) 1970 (entraîneur) 1994 (entraîneur adjoint)                |
| Titres         | 2      | 1 (joueur) 1 (entraîneur)                        | Franz Beckenbauer   | Allemagne de l'Ouest    | 1974 (joueur) 1990 (entraîneur)                                                  |
| Titres         | 2      | 1 (joueur) 1 (entraîneur)                        | Didier Deschamps    | France                  | 1998 (joueur) 2018 (entraîneur)                                                  |
| Finaliste      | 5      | 2 (joueur) 2 (entraîneur) 1 (entraîneur adjoint) | Mário Zagallo       | Brésil                  | 1958 et 1962 (joueur) 1970 et 1998 (entraîneur), 1994 (entraîneur adjoint)       |
| Finaliste      | 4      | 2 (joueur) 2 (entraîneur)                        | Franz Beckenbauer   | Allemagne de l'Ouest    | 1966 et 1974 (joueur) 1986 et 1990 (entraîneur)                                  |
| Participations | 6      | 2 (joueur) 3 (entraîneur) 1 (entraîneur adjoint) | Mário Zagallo       | Brésil                  | 1958 et 1962 (joueur) 1970, 1974 et 1998 (entraîneur), 1994 (entraîneur adjoint) |
| Participations | 6      | 4 (joueur) 2 (entraîneur adjoint)                | Thierry Henry       | Belgique                | 1998, 2002, 2006 et 2010 (joueur) 2018 et 2022 (entraîneur adjoint)              |
| Participations | 5      | 3 (joueur) 2 (entraîneur)                        | Franz Beckenbauer   | Allemagne de l'Ouest    | 1966, 1970 et 1974 (joueur) 1986 et 1990 (entraîneur)                            |
| Participations | 5      | 3 (joueur) 2 (entraîneur)                        | Berti Vogts         | Allemagne               | 1970, 1974 et 1978 (joueur) 1994 et 1998 (entraîneur)                            |
| Participations | 5      | 3 (joueur) 2 (entraîneur)                        | Jürgen Klinsmann    | Allemagne et États-Unis | 1990, 1994 et 1998 (joueur) 2006 et 2014 (entraîneur)                            |
| Participations | 5      | 4 (joueur) 1 (entraîneur)                        | Marc Wilmots        | Belgique                | 1990, 1994, 1998, 2002 (joueur) et 2014 (entraîneur)                             |
| Participations | 5      | 4 (joueur) 1 (entraîneur)                        | Hong Myung-bo       | Corée du Sud            | 1990, 1994, 1998, 2002 (joueur) et 2014 (entraîneur)                             |
| Participations | 5      | 4 (joueur) 1 (entraîneur)                        | Diego Maradona      | Argentine               | 1982, 1986, 1990, 1994 (joueur) et 2010 (entraîneur)                             |
| Participations | 5      | 4 (joueur) 1 (entraîneur)                        | Fernando Hierro     | Espagne                 | 1990, 1994, 1998, 2002 (joueur) et 2018 (entraîneur)                             |

## Buts

### Équipes ayant marqué le plus de buts, toutes phases finales confondues[47]
| #  | Équipe     | Buts | Participations | Meilleur(s) buteur(s)                              |
| -- | ---------- | ---- | -------------- | -------------------------------------------------- |
| 1  | Brésil     | 237  | 22             | Ronaldo (15)                                       |
| 2  | Allemagne  | 232  | 20             | Miroslav Klose (16)                                |
| 3  | Argentine  | 152  | 18             | Lionel Messi (13)                                  |
| 4  | France     | 136  | 16             | Just Fontaine (13)                                 |
| 5  | Italie     | 128  | 18             | Roberto Baggio, Paolo Rossi et Christian Vieri (9) |
| 6  | Espagne    | 108  | 16             | David Villa (9)                                    |
| 7  | Angleterre | 104  | 16             | Gary Lineker (10)                                  |
| 8  | Pays-Bas   | 96   | 11             | Johnny Rep (7)                                     |
| 9  | Uruguay    | 89   | 14             | Oscar Míguez (8)                                   |
| 10 | Hongrie    | 87   | 9              | Sándor Kocsis (11)                                 |

### Buts les plus rapides
| Temps en secondes | Joueur          | Équipe          | Score final | Adversaire   | Année | Coup d'envoi |
| ----------------- | --------------- | --------------- | ----------- | ------------ | ----- | ------------ |
| 10,8              | Hakan Şükür     | Turquie         | 3-2         | Corée du Sud | 2002  | Corée du Sud |
| 15                | Václav Mašek    | Tchécoslovaquie | 1-3         | Mexique      | 1962  | Mexique      |
| 24                | Ernst Lehner    | Allemagne       | 3-2         | Autriche     | 1934  |              |
| 27                | Bryan Robson    | Angleterre      | 3-1         | France       | 1982  | Angleterre   |
| 30                | Clint Dempsey   | États-Unis      | 2-1         | Ghana        | 2014  | Ghana        |
| 35                | Émile Veinante  | France          | 3-1         | Belgique     | 1938  |              |
| 35                | Arne Nyberg     | Suède           | 1-5         | Hongrie      | 1938  |              |
| 37                | Bernard Lacombe | France          | 1-2         | Italie       | 1978  | Italie       |

Note : qualifications comprises, le record du but connu le plus rapide est détenu par Christian Benteke (Belgique) qui a marqué après 8,1 secondes contre Gibraltar le 10 octobre 2016.

### But le plus rapide en finale[50]
| Temps en secondes | Joueur         | Équipe   | Score final | Adversaire           | Année | Coup d'envoi |
| ----------------- | -------------- | -------- | ----------- | -------------------- | ----- | ------------ |
| 63                | Johan Neeskens | Pays-Bas | 1-2         | Allemagne de l'Ouest | 1974  | Pays-Bas     |

### Moyenne de buts par match
| Pays organisateurs    | Année | Nombre de matchs | Nombre de buts | Moyenne de buts par match | Nombre de matchs sans but marqué (0-0) | Nombre de matchs avec au moins 6 buts marqués |
| --------------------- | ----- | ---------------- | -------------- | ------------------------- | -------------------------------------- | --------------------------------------------- |
| Uruguay               | 1930  | 18 matchs        | 70 buts        | 3,89 buts / match         | 0                                      | 4                                             |
| Italie                | 1934  | 17 matchs        | 70 buts        | 4,12 buts / match         | 0                                      | 3                                             |
| France                | 1938  | 18 matchs        | 84 buts        | 4,67 buts / match         | 0                                      | 7                                             |
| Brésil                | 1950  | 22 matchs        | 88 buts        | 4,00 buts / match         | 0                                      | 4                                             |
| Suisse                | 1954  | 26 matchs        | 140 buts       | 5,38 buts / match         | 0                                      | 11                                            |
| Suède                 | 1958  | 35 matchs        | 126 buts       | 3,60 buts / match         | 2                                      | 6                                             |
| Chili                 | 1962  | 32 matchs        | 89 buts        | 2,78 buts / match         | 3                                      | 3                                             |
| Angleterre            | 1966  | 32 matchs        | 89 buts        | 2,78 buts / match         | 3                                      | 2                                             |
| Mexique               | 1970  | 32 matchs        | 95 buts        | 2,97 buts / match         | 3                                      | 3                                             |
| Allemagne de l'Ouest  | 1974  | 38 matchs        | 97 buts        | 2,55 buts / match         | 5                                      | 3                                             |
| Argentine             | 1978  | 38 matchs        | 102 buts       | 2,68 buts / match         | 6                                      | 3                                             |
| Espagne               | 1982  | 52 matchs        | 146 buts       | 2,81 buts / match         | 7                                      | 4                                             |
| Mexique               | 1986  | 52 matchs        | 132 buts       | 2,54 buts / match         | 4                                      | 5                                             |
| Italie                | 1990  | 52 matchs        | 115 buts       | 2,21 buts / match         | 5                                      | 2                                             |
| États-Unis            | 1994  | 52 matchs        | 141 buts       | 2,71 buts / match         | 3                                      | 1                                             |
| France                | 1998  | 64 matchs        | 171 buts       | 2,67 buts / match         | 4                                      | 1                                             |
| Corée du Sud et Japon | 2002  | 64 matchs        | 161 buts       | 2,52 buts / match         | 3                                      | 3                                             |
| Allemagne             | 2006  | 64 matchs        | 147 buts       | 2,30 buts / match         | 7                                      | 2                                             |
| Afrique du Sud        | 2010  | 64 matchs        | 145 buts       | 2,27 buts / match         | 7                                      | 1                                             |
| Brésil                | 2014  | 64 matchs        | 171 buts       | 2,67 buts / match         | 7                                      | 4                                             |
| Russie                | 2018  | 64 matchs        | 169 buts       | 2,64 buts / match         | 1                                      | 5                                             |
| Qatar                 | 2022  | 64 matchs        | 172 buts       | 2,69 buts / match         | 7                                      | 5                                             |
| TOTAL                 | TOTAL | 964 matchs       | 2 720 buts     | 2,82 buts / match         | 77 matchs                              | 82 matchs                                     |

### Buts remarquables
| But   | Joueur                  | Équipe               | Score final        | Adversaire       | Date             | Stade                | Ville          |
| ----- | ----------------------- | -------------------- | ------------------ | ---------------- | ---------------- | -------------------- | -------------- |
| 1er   | Lucien Laurent          | France               | 4-1                | Mexique          | 13 juillet 1930  | Pocitos              | Montevideo     |
| 100e  | Angelo Schiavio         | Italie               | 7-1                | États-Unis       | 27 mai 1934      | PNF                  | Rome           |
| 200e  | Tore Keller             | Suède                | 8-0                | Cuba             | 12 juin 1938     | Fort Carré           | Antibes        |
| 300e  | Chico                   | Brésil               | 6-1                | Espagne          | 13 juillet 1950  | Maracanã             | Rio de Janeiro |
| 400e  | Max Morlock             | Allemagne de l’Ouest | 7-2                | Turquie          | 23 juin 1954     | Hardturm             | Zurich         |
| 500e  | Bobby Collins           | Écosse               | 3-2                | Paraguay         | 11 juin 1958     | Idrottsparken        | Norrköping     |
| 600e  | Dražan Jerković         | Yougoslavie          | 3-1                | Uruguay          | 2 juin 1962      | Carlos Dittborn      | Arica          |
| 700e  | Pak Seung-jin           | Corée du Nord        | 1-1                | Chili            | 15 juillet 1966  | Ayresome Park        | Middlesbrough  |
| 800e  | Gerd Müller             | Allemagne de l’Ouest | 5-2                | Bulgarie         | 7 juin 1970      | Nou Camp             | León           |
| 900e  | Héctor Yazalde          | Argentine            | 4-1                | Haïti            | 23 juin 1974     | Stade Olympique      | Munich         |
| 1000e | Robert Rensenbrink      | Pays-Bas             | 2-3                | Écosse           | 11 juin 1978     | Malvinas Argentinas  | Mendoza        |
| 1100e | Sergueï Baltacha        | Union soviétique     | 3-0                | Nouvelle-Zélande | 19 juin 1982     | La Rosaleda          | Malaga         |
| 1200e | Jean-Pierre Papin       | France               | 1-0                | Canada           | 1er juin 1986    | Nou Camp             | León           |
| 1300e | Gary Lineker            | Angleterre           | 3-0                | Paraguay         | 18 juin 1986     | Azteca               | Mexico         |
| 1400e | Johnny Ekström          | Suède                | 1-2                | Costa Rica       | 2 juin 1990      | Luigi Ferraris       | Gênes          |
| 1500e | Claudio Caniggia        | Argentine            | 2-1                | Nigeria          | 25 juin 1994     | Foxboro              | Boston         |
| 1600e | Thierry Henry           | France               | 3-0                | Afrique du Sud   | 12 juin 1998     | Vélodrome            | Marseille      |
| 1700e | Slobodan Komljenović    | Yougoslavie          | 1-0                | États-Unis       | 25 juin 1998     | La Beaujoire         | Nantes         |
| 1800e | Beto                    | Portugal             | 2-3                | États-Unis       | 5 juin 2002      | Stade de Suwon       | Suwon          |
| 1900e | Christian Vieri         | Italie               | 1-2 a.p.           | Corée du Sud     | 18 juin 2002     | Stade de Daejeon     | Daejeon        |
| 2000e | Marcus Allbäck          | Suède                | 2-2                | Angleterre       | 20 juin 2006     | RheinEnergie         | Cologne        |
| 2100e | Javier Hernández        | Mexique              | 2-0                | France           | 17 juin 2010     | Stade de Polokwane   | Polokwane      |
| 2200e | Arjen Robben            | Pays-Bas             | 3-2                | Uruguay          | 6 juillet 2010   | Stade de Green Point | Le Cap         |
| 2300e | Jermaine Jones          | États-Unis           | 2-2                | Portugal         | 23 juin 2014     | Arena da Amazônia    | Manaus         |
| 2400e | Luka Modrić             | Croatie              | 2-0                | Nigeria          | 16 juin 2018     | Arena Baltika        | Kaliningrad    |
| 2500e | Fakhreddine Ben Youssef | Tunisie              | 2-1                | Panama           | 28 juin 2018     | Mordovia Arena       | Saransk        |
| 2600e | Robert Lewandowski      | Pologne              | 2-0                | Arabie saoudite  | 26 novembre 2022 | Stade Education City | Al Rayyan      |
| 2700e | Lionel Messi            | Argentine            | 2-2 a.p. (4-3 tab) | Pays-Bas         | 9 décembre 2022  | Stade de Lusail      | Lusail         |

En gras, les vainqueurs de la coupe du monde.

## Spectateurs
| Record de spectateurs | Nombre  | Match             | Date            | Stade    | Ville          |
| --------------------- | ------- | ----------------- | --------------- | -------- | -------------- |
| En phase finale       | 199 854 | Brésil - Uruguay  | 16 juillet 1950 | Maracanã | Rio de Janeiro |
| En qualifications     | 162 764 | Brésil - Colombie | 9 mars 1977     | Maracanã | Rio de Janeiro |

## Discipline
| Record                          | Record                   | Joueur                    | Équipe      | Adversaire | Année                             |
| ------------------------------- | ------------------------ | ------------------------- | ----------- | ---------- | --------------------------------- |
| Carton jaune le plus rapide     | après 15 secondes de jeu | Jesús Gallardo            | Mexique     | Suède      | 2018                              |
| Carton rouge le plus rapide     | après 56 secondes de jeu | José Batista              | Uruguay     | Écosse     | 1986                              |
| Nombre de fautes (d'une équipe) | 54                       |                           | Brésil      |            | 2014                              |
| Nombre de matchs arbitrés       | 11                       | Arbitre : Ravshan Irmatov | Ouzbékistan |            | 5 en 2010, 4 en 2014 et 2 en 2018 |

| Cartons jaunes     | Nombre | Joueur        | Équipe               | Adversaire           | Année, matchs          |
| ------------------ | ------ | ------------- | -------------------- | -------------------- | ---------------------- |
| Tournoi            | 310    |               | 32 équipes           |                      | 2006, 64 matchs        |
| Équipe, total      | 88     |               | Argentine            |                      | En 64 matchs           |
| Équipe en un match | 9      |               | Portugal             | Pays-Bas             | 2006                   |
| Équipe en un match | 9      |               | Pays-Bas             | Espagne              | 2010                   |
| En un match        | 16     |               | Cameroun - Allemagne | Cameroun - Allemagne | 2002                   |
| En un match        | 16     |               | Portugal - Pays-Bas  | Portugal - Pays-Bas  | 2006                   |
| En un match        | 16     |               | Pays-Bas - Argentine | Pays-Bas - Argentine | 2022                   |
| Joueur, total      | 6      | Cafu          | Brésil               |                      | 1994 à 2006, 20 matchs |
| Joueur en un match | 3      | Josip Šimunić | Croatie              | Australie            | 2006                   |

| Cartons rouges | Nombre | Joueur          | Équipe              | Adversaire          | Année, matchs                               |
| -------------- | ------ | --------------- | ------------------- | ------------------- | ------------------------------------------- |
| Tournoi        | 28     |                 | 32 équipes          |                     | 2006, 64 matchs                             |
| Équipe, total  | 9      |                 | Argentine           |                     | En 64 matchs                                |
| Équipe, total  | 9      |                 | Brésil              |                     | En 91 matchs                                |
| En un match    | 4      |                 | Portugal - Pays-Bas | Portugal - Pays-Bas | 2006                                        |
| Joueur, total  | 2      | Rigobert Song   | Cameroun            |                     | 1994 et 1998 (en 9 matchs de 1994 à 2010)   |
| Joueur, total  | 2      | Zinédine Zidane | France              |                     | 1998 et 2006 (en 12 matches de 1998 à 2006) |